# 土耳其航空航太工業總部襲擊
2024年10月23日，位於土耳其安卡拉卡赫拉曼卡贊的土耳其航空航太工業總部遭到恐怖襲擊，造成5人死亡、22人受傷。2名襲擊者在反擊中被擊斃。庫爾德工人黨聲稱對這宗攻擊負責。作為報復，土耳其軍方對伊拉克和敘利亞的庫爾德工人黨據點發動空襲，造成至少12名平民死亡、25人受傷。

## 背景
土耳其航空航天工業是土耳其國防和航空製造領域的主要企業之一，該公司負責的項目包括土耳其首架自主研發的TFX戰鬥機。襲擊發生時，伊斯坦堡正在舉辦國防與航天產業的大型展覽會，烏克蘭外交部長安德烈·西比哈正好參加此次展會。
此事件發生前一天，極右翼民族行動黨領袖代夫萊特·巴赫切利曾提出，如果庫爾德工人黨領袖阿卜杜拉·奧賈蘭停止暴力活動並解散其組織，他可能會獲得假釋。巴赫切利是土耳其總統雷傑普·塔伊普·埃爾多安的政治盟友。

## 襲擊
這次襲擊發生在土耳其時間下午16點左右，地點位於安卡拉郊外約40（25英里；22海里）的卡赫拉曼卡贊土耳其航空航天工業公司總部的太空系統、整合與測試中心。當時恰逢工廠換班，現場約有7500名員工。2名襲擊者乘計程車抵達，並在車旁引爆爆炸物後進入工廠內，向人群開火。襲擊之後，工廠發生大火。監控畫面顯示，一名身穿便服的襲擊者背著背包，手持突擊步槍，其中一名襲擊者是女性。工廠內的員工被迅速疏散至避難所，消防和醫療人員也被派遣至現場處理。襲擊發生地附近的停車場也爆發武裝衝突。
襲擊造成至少7人死亡，包括2名襲擊者和計程車司機。司機被認為是在襲擊者搭乘車輛後遭殺害，並且屍體被藏於後車廂。其餘四名遇害者均為土耳其航空航太工業員工。另有22人受傷，其中一人傷勢嚴重。7名傷者是土耳其特種部隊成員。雖然事發當下沒有組織宣稱對此事件負責，但土耳其國防部長亞薩爾·古勒在接受記者提問時表示，可能是庫爾德工人黨策劃這次襲擊。庫爾德工人黨被土耳其、歐盟及美國列為恐怖組織。

## 遇害者
遇害者身份為：
- 森吉茲·科斯昆（質量控制官）
- 扎希德·古克盧（機械工程師）
- 哈桑·侯賽因·坎巴茲（土耳其航空航太工業員工）
- 阿塔坎·沙欣·艾爾多安（保安）
- 穆拉特·阿爾斯蘭（計程車司機）
- 两名襲擊者，一男一女[17]。

## 襲擊者

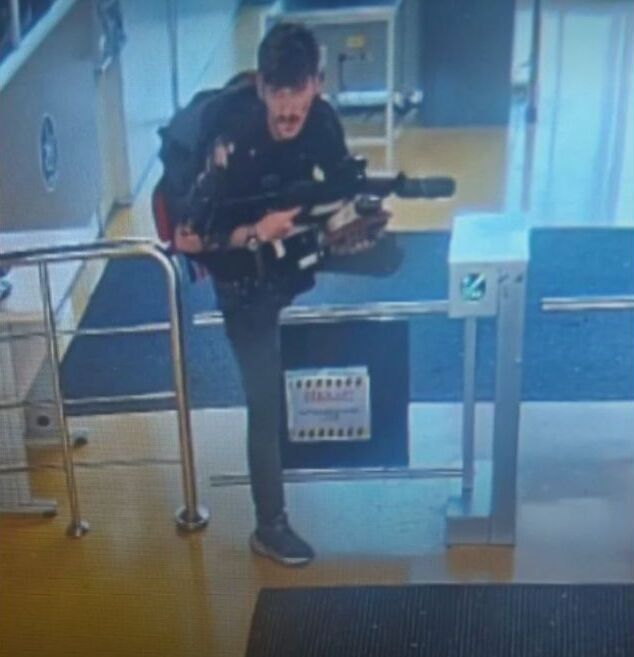
閉路電視拍攝到其中一名襲擊者奧雷克在襲擊期間的一幀

土耳其政府表示，襲擊者屬於庫爾德工人黨成員。調查指出，男性襲擊者被確定為阿里·奧雷克（Ali Örek），化名「Rojger」，1992年出生於舍爾納克省的貝伊圖什謝巴普鎮。女性襲擊者則被確認為邁爾·塞夫金·阿爾奇切克（Mine Sevjin Alçiçek），曾擔任人民民主黨哈卡里省哈卡里中央區主席。襲擊者所使用的武器為裝備光學瞄準鏡的AKS-74U短突擊步槍，這類武器是庫爾德工人黨經常使用的武器之一。
10月25日，就在事件後2天，庫爾德工人黨聲稱對這次襲擊負責，稱襲擊者是其「不朽營」的成員。然而該組織表示，這次襲擊早在代夫萊特·巴切利向阿卜杜拉·奧賈蘭提出假釋之前就已計劃好，並表示土耳其航空航太工業因其在生產用於襲擊庫爾德地區的武器方面發揮的作用而成為目標。

## 後續

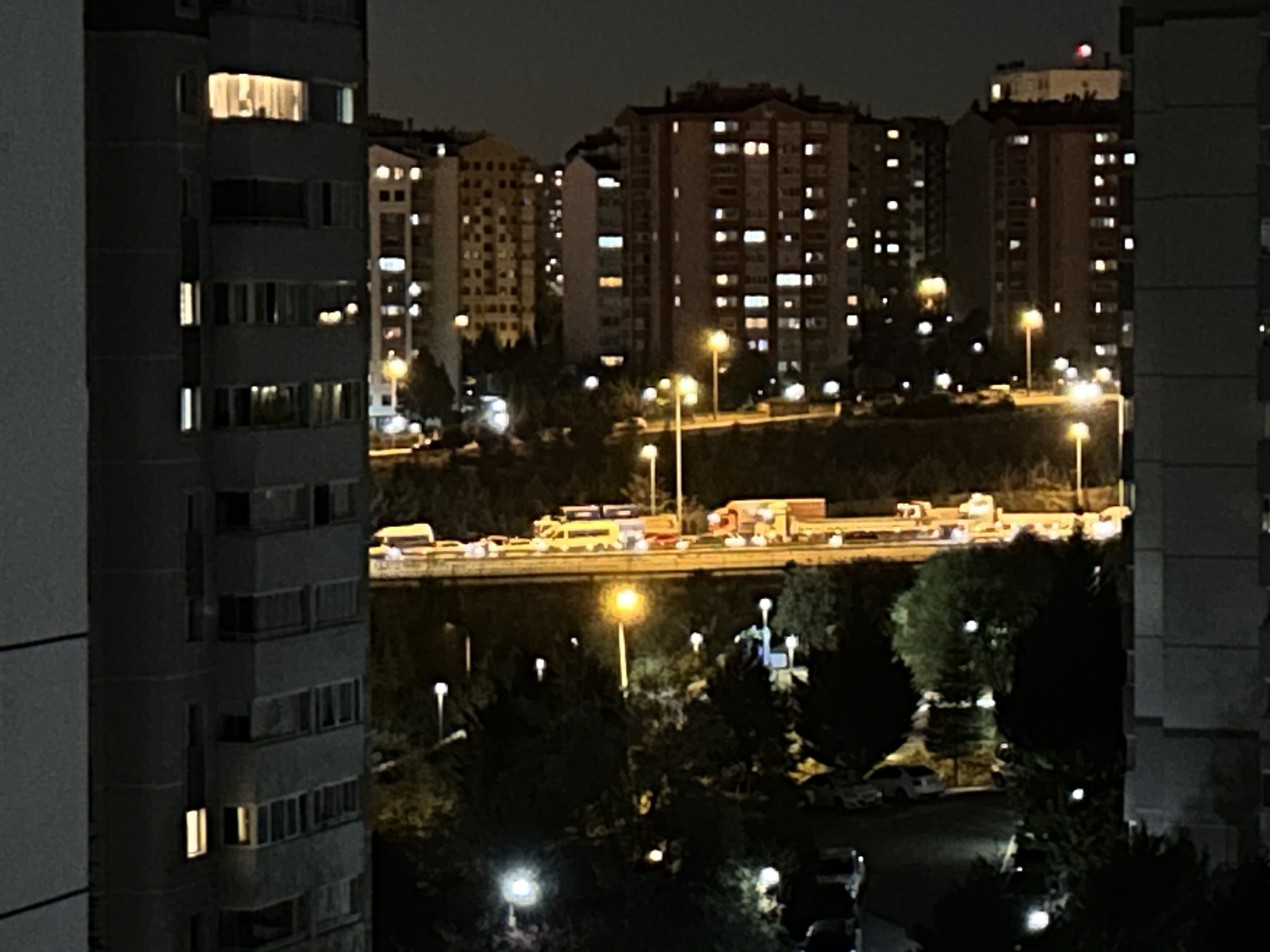
襲擊後安卡拉環路交通擁堵

土耳其廣播電視最高委員會主席埃布貝克爾·薩辛宣佈對此次襲擊實施報導禁令，同時限制社交媒體平台的頻寬，影響了X／Twitter、Instagram、Facebook和YouTube等平台的使用。
作為回應，土耳其軍方對伊拉克北部和敘利亞境內的32個庫爾德反叛武裝據點發動空襲。襲擊後第二天，敘利亞民主力量指責土耳其發動一輪「新的襲擊」，造成12名平民死亡，25人受傷，並攻擊馬利基耶和卡米什利的兩座火車站。在伊拉克庫爾德斯坦地區蘇萊曼尼亞省馬瓦特區區長卡米蘭·哈桑表示，阿索斯山遭到土耳其空襲的兩次襲擊。
襲擊事件後，土耳其航空航天工業公司總部和伊斯坦布爾主要機場的安檢措施加強。部分遇害者的葬禮於10月24日舉行。

## 反應
土耳其內政部長阿里·耶利卡亞稱此次事件為「恐怖襲擊」，並表示「我們不幸地有殉難者和傷者」。安卡拉市長曼蘇爾·亞瓦什發表聲明，表示對此消息感到「深感悲痛」。土耳其司法部長伊爾馬茲·通克宣佈安卡拉首席檢察官辦公室已經對此事件展開「司法調查」。土耳其副總統傑夫代特·耶爾馬茲譴責此次襲擊，稱其目的是針對土耳其「在國防工業上的成功」。此外，土耳其交通部長阿卜杜勒卡迪爾·烏拉洛格魯和共和人民黨領袖兼反對派領袖厄茲居爾·厄澤爾也對事件表達譴責。土耳其航空航天工業總經理穆罕默德·德米羅奧盧取消他在國防展會的行程，立即趕回公司總部處理事件。土耳其總統埃爾多安在俄羅斯參加第16屆金磚國家峰會期間，與俄羅斯總統弗拉基米爾·普京會晤時，強烈譴責此次襲擊。普京也表達哀悼之意。
北約秘書長馬克·呂特在襲擊後表示與土耳其團結一致。歐盟與美國也對此次事件表達譴責。美國國務卿安東尼·布林肯對土耳其表示支持，並向受害者及其家屬致以哀悼。
親庫爾德的人民平等與民主黨同樣譴責此次襲擊，並提到該襲擊發生在「土耳其社會正在討論解決方案和對話可能性」的時刻，這可能與前一天代夫萊特·巴赫切利提出對庫爾德工人黨領袖阿卜杜拉·奧賈蘭假釋的提議有關。
北約秘書長馬克·呂特在襲擊事件發生後聲援土耳其。阿爾及利亞、孟加拉、伊朗、伊拉克、黎巴嫩、歐盟和美國也表示譴責。美國國務卿安東尼·布林肯也聲援土耳其並表示哀悼，稱與遇難者及其家人同在。